# AS Djerba
Association Sportive de Djerba (arabisch الجمعية الرياضية بجربة, DMG al-Ǧamʿiyya ar-riyāḍiyya bi-Ǧirba), kurz AS Djerba oder ASD, ist ein Fußballverein von der Insel Djerba in Tunesien mit Sitz in Houmt Souk, der größten Stadt Djerbas. Der Verein wurde 1946 gegründet und spielt in Grün und Weiß. AS Djerba gilt als der bedeutendste Fußballklub der Insel.
In den Spielzeiten 2000/01, 2002/03 und 2014/15 war AS Djerba in der höchsten Spielklasse vertreten. Jedoch konnte sich dort der ASD nicht langfristig etablieren und stieg jeweils nach einer Saison ab.

## Erfolge
- Zweite Liga
  - Meister: 2014
  - Vizemeister: 2000, 2002

- Tunesischer Pokal
  - Achtelfinale: 1959, 1975, 1991, 2008, 2010, 2017, 2019, 2020
  - Viertelfinale: 2011, 2015

## Rivalen
AS Djerba unterhält eine lokale Rivalität mit der ES Djerba Midoun. Beide Vereine stammen von der Insel Djerba, wobei ihre Heimatorte Houmt Souk und Midoun etwa 15 Kilometer voneinander entfernt liegen. Die Begegnung gilt als Inselderby und besitzt eine besondere regionale Bedeutung.
Das traditionsreiche Derby gegen den Küstenklub Espérance Sportive de Zarzis von der gegenüberliegenden Festlandseite gilt als das bedeutendste Duell für viele Anhänger von AS Djerba.
Die beiden Städte Houmt Souk und Zarzis trennen etwa 50 Kilometer, verbunden durch den Römerdamm oder eine Fährverbindung. Während sich ES Zarzis über weite Strecken in der höchsten Spielklasse etablieren konnte, stagnierte AS Djerba sportlich und spielte meist in der zweiten Liga, wodurch das Derby zuletzt an Regelmäßigkeit verlor.

## Ehemalige

### Spieler
- Bruno Mbanangoyé

### Trainer
- Jalel Kadri
- Mondher Kebaier